# 威力烈
威力烈（Luis Villarreal，1979年12月20日—），為美國的棒球選手之一，守備位置為投手。

## 經歷
- 美國職棒波士頓紅襪隊（小聯盟１Ａ）（2002年～2003年）
- 美國職棒獨立聯盟（2004年～2007年）
- 美國職棒密爾瓦基釀酒人隊（小聯盟２Ａ～３Ａ）（2007年）
- 美國職棒費城費城人隊（小聯盟高階１Ａ）（2007年）
- 美國職棒獨立聯盟St. Paul Saints隊（2008年）
- 墨西哥聯盟 （2008年7月）
- 美國職棒西雅圖水手隊（小聯盟２Ａ）（2009年）
- 美國職棒獨立聯盟(北方聯盟)Kansas City T-Bones隊（2009年）
- 中華職棒La New熊隊 （2010年3月～9月30日）
- 委內瑞拉聯盟Cardenales de Lara（2010年10月～11月）
- 墨西哥太平洋聯盟Algodoneros de Guasave（2010年11月～12月）
- 美國職棒獨立聯盟(美國協會)Winnipeg Goldeyes（2011年）